# 스웨이 (창 관리자)
스웨이(Sway)는 타일링 창 관리자 및 웨이랜드 컴포지터이며, i3에서 영감을 받아 C로 작성되었다. 스웨이는 더 현대적인 웨이랜드 디스플레이 서버 프로토콜 및 wlroots 합성기 라이브러리를 사용하는 i3의 드롭인 대체품으로 설계되었다. 스웨이는 기존 i3 구성 파일과 함께 작동하며 i3의 대부분의 기능을 지원하는 동시에 자체적으로 여러 새로운 기능을 제공한다.
스웨이의 창 조작을 위한 기본 제어는 vi와 유사하다. 창 포커스는 슈퍼 키와 화살표 키 또는 h, j, k, l의 조합으로 제어된다. 창 이동은 Shift 키를 추가하여 동일한 키 조합으로 수행된다.
i3와 마찬가지로 스웨이는 유닉스 도메인 소켓과 JSON 기반 IPC 인터페이스를 사용하여 다양한 프로그래밍 언어에서 확장 및 조작할 수 있다.
스웨이의 첫 번째 안정 릴리스는 3.6년의 개발 끝에 2019년 3월 11일에 있었다.

## 기능
스웨이는 i3의 여러 기능을 복제한다.
- 구성은 텍스트 파일을 통해 수행된다.[7]
- 창 타일링은 동적으로 처리되지 않고 수동으로 처리된다.
- 창은 수평 또는 수직으로 분할할 수 있다.
- 창은 탭 형식(웹 브라우저와 같이 수평 목록) 또는 스택 형식(수직 목록) 레이아웃으로 정렬할 수 있다.
- 창은 플로팅 창 관리자와 유사하게 플로팅할 수 있다.
- 타일 및 플로팅된 창은 마우스와 키보드 모두를 사용하여 크기를 조절하거나 이동할 수 있다.[9]
- 스웨이는 키보드에서 완전히 제어할 수 있다.[10]

스웨이는 또한 여러 고유한 기능을 제공한다.
- 키 바인딩 할당 시 여러 비수정 키를 지원한다.[11]
- 동일한 작업 공간에 있는 창은 여러 컨테이너로 분할될 수 있어, 한 창 집합은 탭 레이아웃으로 정렬될 수 있고 작업 공간의 다른 창은 정상적으로 타일링되거나 플로팅되거나 스택 레이아웃으로 정렬될 수 있다.
- 별도의 프로그램에 의존하지 않고 입력, 출력 및 배경 화면 구성을 처리한다.
- swaybg, swaybar, swayidle과 같은 자체 유틸리티 에코시스템을 보유하고 있다.
- 제스처.